# День молоді (Білорусь)
«День молоді» — національне свято, яке відзначається в Республіці Білорусь щороку, в останню неділю червня.

## Передісторія
7 лютого 1958 році в Радянському Союзі, до складу якого входила Білоруська Радянська Соціалістична Республіка (БРСР), Указом Президії Верховної Ради СРСР «Про встановлення Дня радянської молоді» було засновано «День радянської молоді», який відзначався в останню неділю червня.

## Сучасність
26 березня 1998 року Президент Білорусі Олександр Лукашенко підписав Указ № 157 «Про державні свята, святкові дні та пам'ятні дати в Республіці Білорусь», який наказував відзначати «День молоді» в Білорусі щорічно в останню неділю червня.